# Dialium ovoideum
Dialium ovoideum är en ärtväxtart som beskrevs av George Henry Kendrick Thwaites. Dialium ovoideum ingår i släktet Dialium och familjen ärtväxter. Inga underarter finns listade i Catalogue of Life.